# Johan Thomé

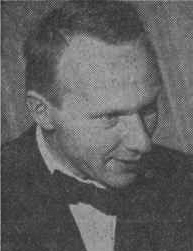
Johan Thomé

Johan Thomé, född 20 augusti 1914 i Kyrkslätt, död 6 november 1976 i Stockholm, var en finländsk-svensk arkitekt. Han var son till arkitekten Valter Thomé.

## Utbildning och verksamhet
Thomé utexaminerades från Kungliga Tekniska högskolan i Stockholm 1948 och från Kungliga Konsthögskolan i Stockholm 1956. Han anställdes vid Ahrbom & Zimdahl arkitektkontor i Stockholm 1947, vid Backström & Reinius arkitektkontor i Stockholm 1949, vid Landsbygdens Byggnadsförenings arkitektkontor 1951 samt vid Byggnadsstyrelsen 1953. Han bedrev egen arkitektverksamhet i Stockholm från 1953. Han verkade även som konstnär.

## Verk i urval
- Bensinstation, Vassunda.
- Ånge kyrka, Medelpad, 1957.
- Stuga i Fjällnäs, 1959.

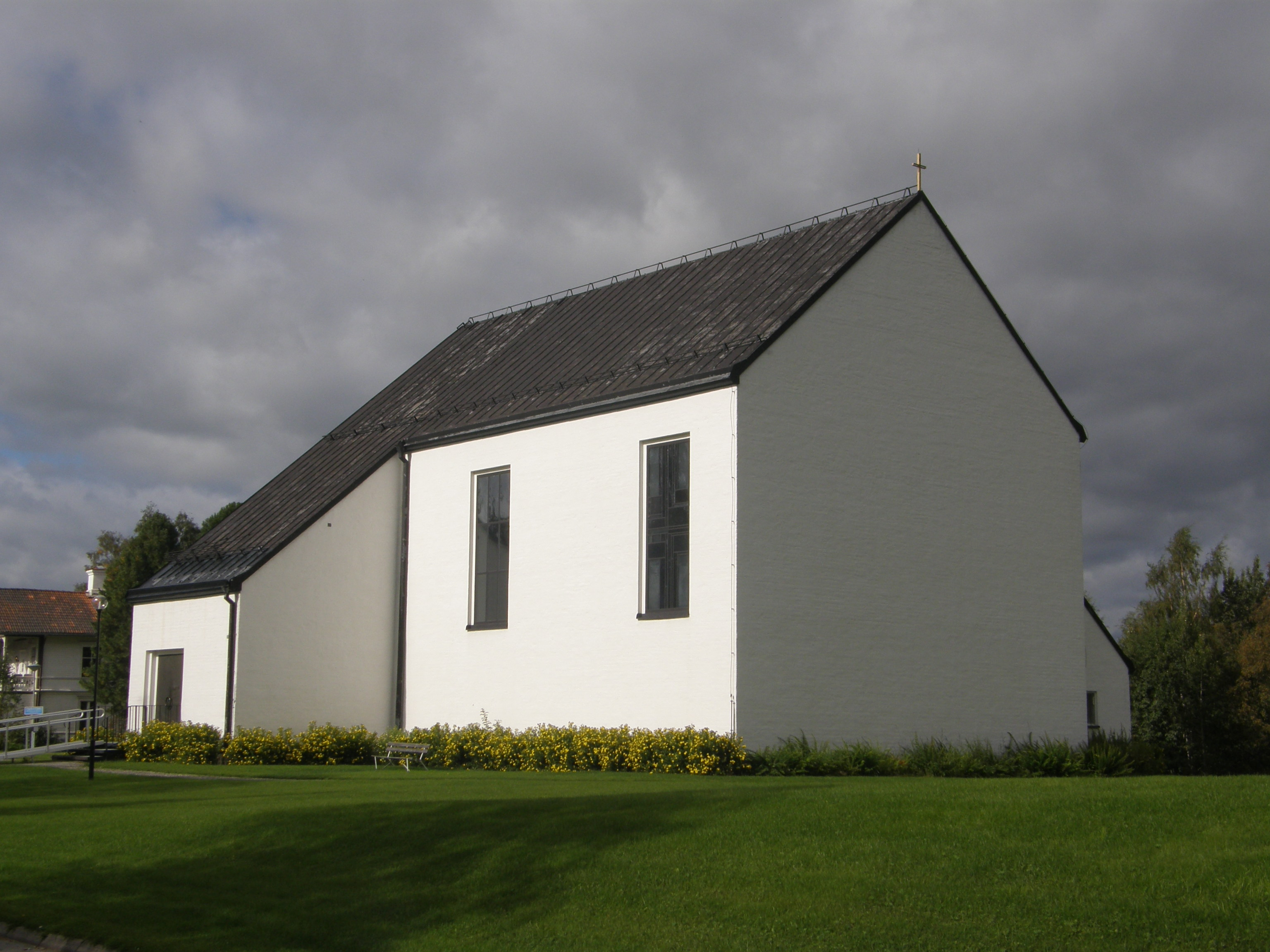
Ånge kyrka

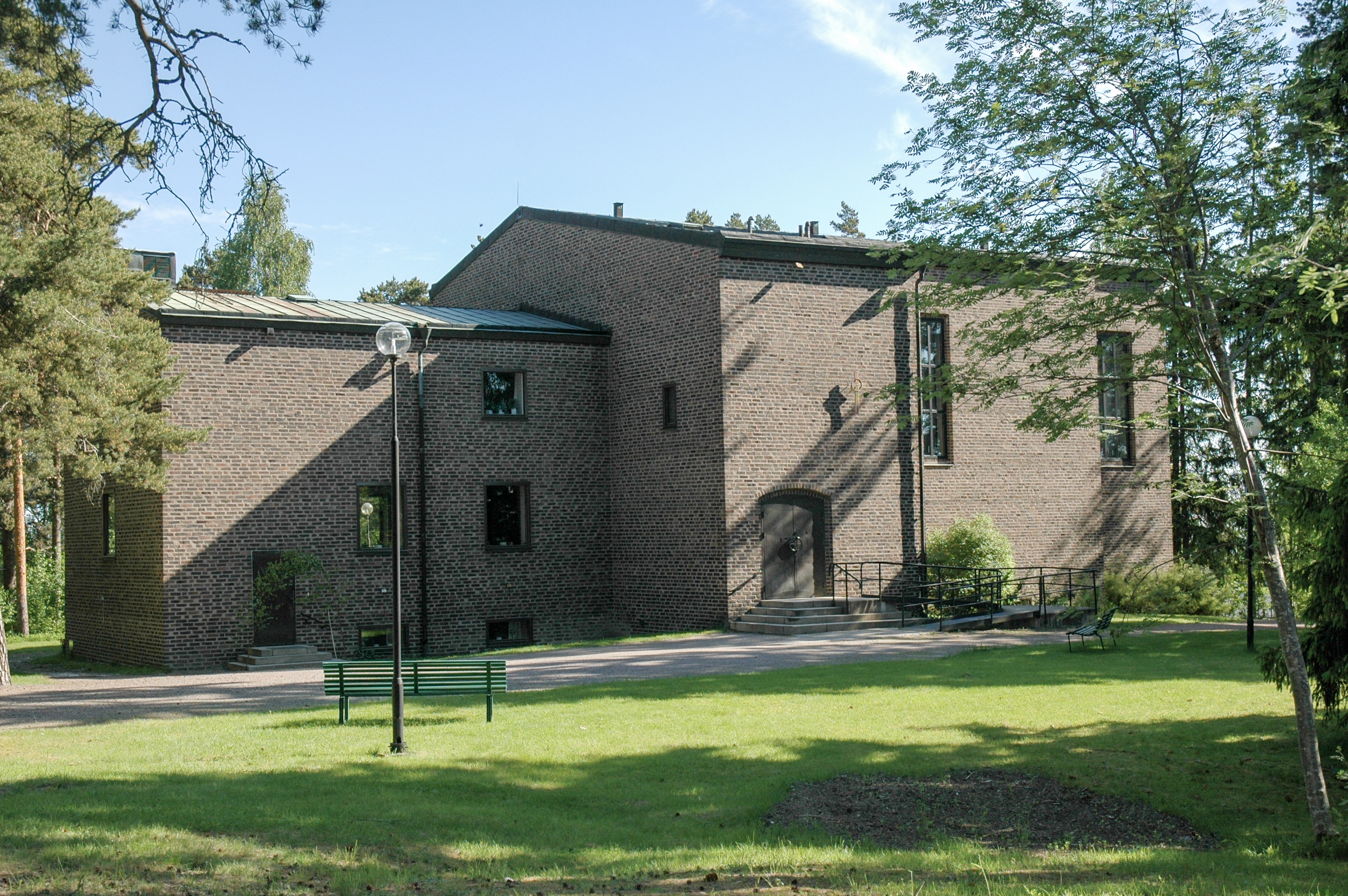
Storviks kyrka

- Restaurering av Njurunda kyrka,utanför Sundsvall, 1959.
- Storviks kyrka, Gästrikland, 1960.
- Visby ålderdomshem, 1964.
- Restaurering av Ovanåkers kyrka, Hälsingland, 1965.
- Restaurering av Mo kyrka, Hälsingland, 1962–1964.[2]
- Restaurering av Häggdångers kyrka, Härnösands kommun, 1965.
- Restaurering av Ovansjö kyrka, utanför Sandviken 1965.
- Restaurering av Öjebyns kyrka,Piteå, 1965.
- Medicin, akutvård - byggnad 47, Beckomberga sjukhus, Stockholm, 1972.